# Plectocolea ariadne
Plectocolea ariadne là một loài Rêu trong họ Jungermanniaceae. Loài này được (Taylor ex Lehm.) Mitt. mô tả khoa học đầu tiên năm 1891.